# Theodore Haak
Theodore Haak (Neuhausen, 1605 – Londra, 1690) è stato un editore, traduttore e filosofo tedesco.

## Biografia
Studioso calvinista e membro fondatore della Royal Society, si trasferì in Inghilterra all'età di 20 anni. Lavorò come traduttore in particolare all'opera Dutch Annotations Upon the Whole Bible (1657), ma tradusse anche una parte (fino all'inizio del libro IV) del Paradiso perduto in tedesco.

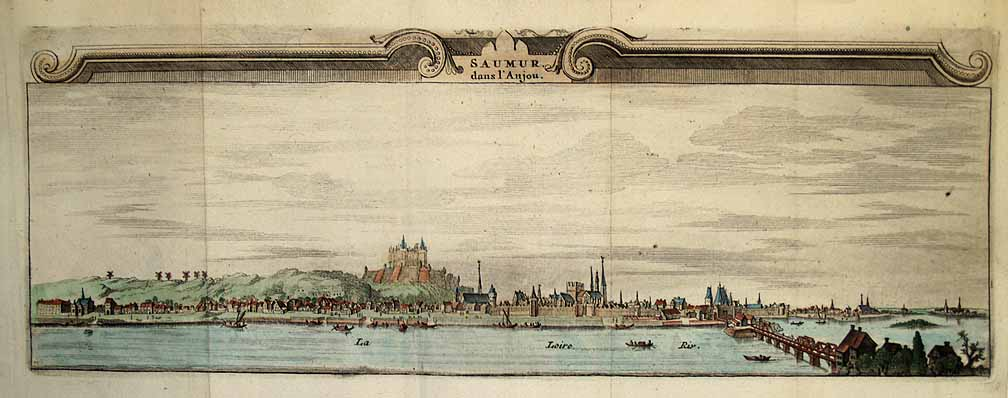
Les Delices de la France di Theodore Haak

Studiò a Oxford, Cambridge e Leida, nei Paesi Bassi, e nel 1626 si trovò a Colonia. A parte un breve soggiorno a Leida, e nel Palatinato, fu residente in Inghilterra, ma mantenne una corrispondenza internazionale, anche con Marin Mersenne. Lavorò come segretario di Carlo I Luigi del Palatinato e rifiutò l'offerta di un posto in Germania presso Carlo Luigi dopo la Pace di Westfalia del 1648.
Ancora agente per il Palatinato, nel 1643-44 fu diplomatico in Danimarca. Divenne un Original Fellow of the Royal Society nel 1661. Come editore, pubblicò l'opera Les Delices de la France, una serie di guide turistiche di molti paesi europei, contenenti mappe, incisioni e vedute di alcuni dei più importanti insediamenti di ogni paese, il cui cartografo e incisore non è però finora conosciuto.